# Tito Maddox
Theodore "Tito" Maddox (Compton, California, 7 de junio de 1981) es un exjugador de baloncesto estadounidense que jugó una temporada en la NBA. Con 1,93 metros de estatura, jugaba en la posición de base.

## Trayectoria deportiva

### Universidad
Jugó durante una temporada con los Bulldogs de la Universidad Estatal de California, Fresno, en la que promedió 13,5 puntos, 8,0 asistencias y 5,8 rebotes por partido. Lideró la Western Athletic Conference y fue cuarto a nivel nacional en el apartado de pases de canasta, logrando un máximo de 17 en un partido ante Texas Christian, en el que estuvo a punto de conseguir un triple-doble al anotar 16 puntos y capturar 9 rebotes. Fue elegido mejor novato de la conferencia.
Al año siguiente fue suspendido al demostrarse que había recibido regalos de manos de un agente deportivo, algo completamente prohibido por las normas de la NCAA.

### Profesional
Fue elegido en la trigésimo octava posición del Draft de la NBA de 2002 por Houston Rockets, donde debido a las lesiones, solo pudo disputar 9 partidos, en los que promedió 1,2 puntos. Al año siguiente firmó como agente libre y realizó la pretemporada con Cleveland Cavaliers, pero fue cortado antes del inicio de la competición.

## Estadísticas de su carrera en la NBA

### Temporada regular
| Temporada | Edad | Equipo          | Liga | P | TIT | MIN | TC  | TCA | %TC  | 3P  | 3PA | %3P  | TL  | TLA | %TL  | R.OF. | R.DEF. | REB | ASIS | ROB | TAP | PER | FP  | PTS |
| 2002-03   | 21   | Houston Rockets | NBA  | 9 | 0   | 3.9 | 0.3 | 1.3 | .250 | 0.0 | 0.3 | .000 | 0.6 | 0.9 | .625 | 0.1   | 0.7    | 0.8 | 0.6  | 0.3 | 0.1 | 0.3 | 0.4 | 1.2 |
| Total     |      |                 | NBA  | 9 | 0   | 3.9 | 0.3 | 1.3 | .250 | 0.0 | 0.3 | .000 | 0.6 | 0.9 | .625 | 0.1   | 0.7    | 0.8 | 0.6  | 0.3 | 0.1 | 0.3 | 0.4 | 1.2 |